# Хакімов Руслан Разянович
Русла́н Разян́ович Хакі́мов (* 1969) — український спортсмен, багаторазовий чемпіон України заслужений майстер спорту з греко-римської боротьби.

## Життєпис
Народився 1969 року в місті Жданов Донецької області Української РСР. Серйозно займатися боротьбою почав з десяти років, тренувався в спортивному клубі «Азовмаш». Першим тренером був Віктор Плаксін, згодом тренувався під орудою Геннадія Узуна.
Першого серйозного успіху на дорослому міжнародному рівні добився в сезоні 1993 року, коли увійшов в основний склад Національної збірної України та на Чемпіонаті Європи з боротьби в Стамбулі здобув срібну нагороду, поступившись в греко-римській боротьбі фіну Мікаелю Ліндгрену.
1994 року зайняв четверте місце на Чемпіонаті Європи в Афінах, став дев'ятим на Чемпіонаті світу в Тампере, виграв срібну медаль на етапі Кубка світу в Угорщині.
Найбільшого успіху добився в сезоні 1995 року, здобув перемогу в найлегшій вазі на Чемпіонаті Європи в Безансоні, зокрема в фіналі взяв гору над вірменським борцем Агасі Манукяном. При цьому на Чемпіонаті світу в Празі став п'ятим.
1996 року зайняв 11 місце на Чемпіонаті світу в Будапешті. Представляв Україну на літних Олімпійських іграх в Атланті — в категорії до 57 кг був близький до здобуття бронзової медалі, однак у поєдинку за третє місце його переміг китаєць Шен Цзетянь.
Після Олімпіади в Атланті залишився в головній команді України та продовжив брати участь у міжнародних турнірах. 1997 року виступив на Чемпіонаті Європи в Коуволі та на Чемпіонаті світу у Вроцлаві, де зайняв п'яте й сьоме місця.
Надалі лишався діючим спортсменом — до 2001 року, побував ще на кількох європейських та світових перщостях.
За спортивні досягнення вдостоєний почесного звання «Заслужений майстер спорту України».
Завершив спортивну кар'єру, розпочав тренерську діяльність; тренував борців в маріупольському клубі «Азовмаш», згодом працював тренером на відділенні греко-римської боротьби в Донецькому республіканському вищому училищі ім. С. Бубки.
Очолював «збірну ДНР» з греко-римської боротьби.
У Донецьку проводилися турніри на призи Руслана Хакімова.
Серед учнів — Вакуленко Олексій Борисович.